# Lucrecia
|  | No s'ha de confondre amb Lucrècia. |

Lucrecia   (l'Havana, 15 de març de 1967) nom artístic de Lucrecia Pérez Sáez, és una actriu i cantant cubana nascuda a l'Havana. És coneguda amb el monònim de Lucrecia. Malgrat la seva activitat principal com a cantant, ha participat en alguna pel·lícula com Ataque verbal (1999) i a la sèrie infantil Los Lunnis (2003–2009), RTVE. Ha publicat Besitos de chocolate. Cuentos de mi infancia (2006).

## Biografia
Va saber des de nena que la seva vida estava marcada pel so de la seva terra. Va començar els seus estudis de piano i es va acabar llicenciant en música, en l'especialitat de piano, a l'Institut Superior d'Art de Cuba. Va rebre classes de cant amb la compositora del bolero Dos gardenias Isolina Carrillo, bolero popularitzat a Espanya pel també cubà Antonio Machín i que l'acompanya en la seva carrera musical.
Va arribar de gira a Espanya com a veu solista de l'orquestra "Anacaona", encarregant-se dels teclats i algunes orquestracions. Més tard tornaria de nou per instal·lar-se definitivament a Barcelona el 1993.
Ha editat 13 discos de música cubana o tropical amb temes de la seva autoria i dels seus pares. Al llarg de la seva carrera col·labora musicalment amb grans mestres com Celia Cruz, Paquito D'Rivera, Chano Domínguez, Wyclef Jean, Patato Valdés, Carel Kraayenhof, Willy Chirino, Chavela Vargas, Lluís Llach, Gilberto Gil, Israel López Cachao, Andy Garcia, Carlos Jean i Paco de Lucía, entre d'altres.
L'artista ha compaginat la seva faceta musical amb la televisió. Ha intervingut en programes de gran èxit a Espanya; així, per exemple, ha estat presentadora de l'exitós programa infantil de Televisió Espanyola Los Lunnis, emès a Clan TVE.

Entre aquestes col·laboracions cal destacar la de l'àlbum Cachao: The last mambo, guardonat als Premis Grammy Llatins 2012. Homenatge pòstum a Israel López Cachao, conté un memorable concert gravat en viu a Miami, Florida, al setembre del 2007, amb motiu dels 80 anys de carrera musical del gran mestre.

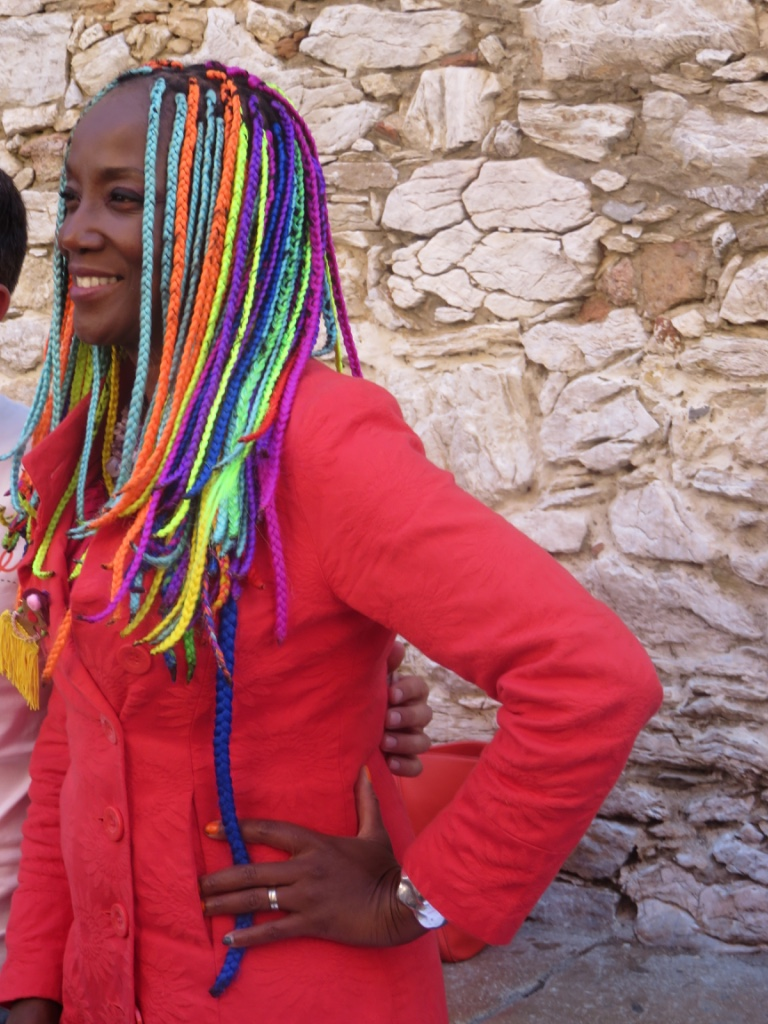
Lucrecia a la Fira d'Indians 2015, de Begur.

## Discografia
- Album de Cuba, 2009
- Mira las luces, 2006
- Agua, 2002
- Cubáname, 1999
- Pronósticos, 1997
- Mis Boleros, 1996
- Prohibido, 1996
- Me debes un beso, 1994

Fonts: